# Fernand Crouzel
Fernand Crouzel est un prêtre catholique, paléontologue, géologue, professeur de géologie et de paléontologie à l'Institut catholique de Toulouse, né à Toulouse le 28 octobre 1913, mort dans la même ville le 14 mai 2003.

## Biographie
Fernand Crouzel est le fils d'Henri Crouzel, bibliothécaire, mort le 17 septembre 1918 à Adinkerke, en Flandre Occidentale, en Belgique, petit-fils de Jacques Crouzel (1852-1941) bibliothécaire en chef de la bibliothèque universitaire de Toulouse en 1914, et de Madeleine Blazy (1888-1966). Il a été adopté par la Nation en vertu d'un jugement rendu par le Tribunal civil de Toulouse le 24 avril 1920. Il est le frère de Robert Crouzel (1911-2000), docteur en droit, et d'Henri Crouzel (1919-2003), père jésuite, professeur de morale puis de patristique à l'Institut catholique de Toulouse.
Il entre au grand séminaire de Saint-Sulpice d'Issy-les-Moulineaux en 1929, il est ordonné prêtre en 1935.
Il passe une licence ès sciences à Toulouse en 1939, puis une licence ès sciences naturelles en 1948. Attiré par la géologie, il devient assistant à la chaire de géologie de l'Institut catholique de Toulouse et commence à travailler et publier avec Frédéric-Marie Bergounioux sur les vertébrés fossiles, en particulier les mastodontes à partir de 1949. Après une conférence à Lisbonne en mai 1950, il va étudier avec Bergounioux la faune se trouvant dans les sables de Lisbonne qui a donné une publication en 1953. Il soutient en 1955 sa thèse de doctorat ès sciences à la faculté de Toulouse sur « Les dépôts miocènes du piémont pyrénéen ». Il se spécialise ensuite en paléontologie des mammifères du Tertiaire et plus particulièrement des mastodontes, fréquents dans les mollasses du Bassin aquitain. Il est professeur au collège de Montréjeau.
En 1970, il succède à Frédéric-Marie Bergounioux comme titulaire de la chaire de géologie de l’Institut catholique de Toulouse, jusqu'en 1984. Il est aussi chargé de recherche au CNRS.
Correspondant national résidant de la classe des sciences depuis 1977, il est élu membre titulaire de l'Académie des sciences, inscriptions et belles-lettres de Toulouse en février 1984. Il est président de l’Association des géologues du Sud-Ouest (AGSO), de 1977 à 1980, président de la Société d'histoire naturelle de Toulouse en 1979-1980. Il est doyen de l'École supérieure des sciences de l'Institut catholique de Toulouse entre 1979 et 1984.
Des journées d'hommage lui sont dédiées par la Société d'histoire naturelle de Toulouse en juillet 1999. Une de ses dernières publications traite de la question du chrétien face à la thèse de l'évolution des espèces et de savoir s'il peut l'approuver.

## Distinctions
- Chevalier des Palmes académiques.
- Médaille de la Ville de Toulouse, en 1990.

## Publications
- [Crouzel 1949] « Révision paléontologique du gisement de Hachan dans le Magnoac (Hautes-Pyrénées) », Compte rendu sommaire de la Société géologique de France,‎ 1949, p. 80-83.
- [Crouzel & Bergounioux 1949] Fernand Crouzel et F.-M. Bergounioux, « Le faciès des sables fauves (Vindobonien supérieur) dans le Bassin d'Aquitaine », Bulletin de la Société géologique de France, t. 19,‎ 1949, p. 135-153.
- [Crouzel et al. 1951] Fernand Crouzel, F.-M. Bergounioux et Georges Zbyszewski, « Les Mastodontes des sables miocènes de Lisbonne », Comptes rendus hebdomadaires des séances de l'Académie des sciences, t. 232,‎ 1951, p. 255-256 (lire en ligne).
- [Crouzel & Bergounioux 1951] Fernand Crouzel et F.-M. Bergounioux, « Sur la nature, l'âge et l'extension de quelques poudingues nord-pyrénéens », Proceedings of the Third International Congress of Sendimentology, Groningen,‎ 1951, p. 67.
- Les affleurements des sables fauves en Aquitaine, Terre d'Oc, Vic-Fezensac, 1952, p. 544-550

- [Crouzel et al. 1953] Fernand Crouzel, F.-M. Bergounioux et Georges Zbyszewski, « Les mastodontes miocènes du Portugal », Mémoires des Services Géologiques du Portugal, Direction Générale des Mines et Services Géologiques, no 1,‎ 1953.
- [Crouzel & Bergounioux 1955] Fernand Crouzel et F.-M. Bergounioux, « Quelques nouvelles formes de Mastodontes du Miocène de la Péninsule Ibérique », Comptes rendus de l'Académie des sciences,‎ 1955.
- [Crouzel 1957] Le Miocène continental du Bassin d'Aquitaine (thèse de doctorat en Sciences naturelles, Toulouse, 1956, publié dans Bulletin de la Carte géologique de la France, t. 54, no 248), éd. Béranger, 1957 (résumé, présentation en ligne).
- [Crouzel & Bergounioux 1956] Fernand Crouzel et F.-M. Bergounioux, « Le genre Serridanancus », Comptes rendus de l'Académie des sciences, t. 242,‎ 1956, p. 1750-1753.
- [Crouzel & Bergounioux 1956] Fernand Crouzel et F.-M. Bergounioux, « Le genre Serridanancus. Mastodontidé de l'Helvétien moyen de Simorre (Gers) », Bulletin de la Société géologique de France, t. 6,‎ 1956, p. 431-443.
- [Crouzel & Bergounioux 1956] Fernand Crouzel et F.-M. Bergounioux, « Présence de Tetralophodon longirostris dans le Vindobonien inférieur de Tunisie », Bulletin de la Société géologique de France, t. 6,‎ 1956, p. 547-558.
- [Crouzel & Bergounioux 1957] Fernand Crouzel et F.-M. Bergounioux, « Révision de quelques espèces de Mastodontes du Miocène », Bulletin de la Société géologique de France, t. 7,‎ 1957, p. 45-59.
- [Crouzel & Bergounioux 1957] « Sur la présence d'une molaire de Turicius turicensis dans les sables fauves du Bas Armagnac », Bulletin de la Société d'histoire naturelle de Toulouse, vol. 92,‎ 1957, p. 157-160 (lire en ligne [sur gallica]).
- [Crouzel & Debeaux 1957] « Découverte de Tetralophodon longirostris près de Montréjeau (Haute-Garonne) », Bulletin de la Société d'histoire naturelle de Toulouse, vol. 92,‎ 1957, p. 202-204 (lire en ligne [sur gallica]).
- [Crouzel & Bergounioux 1958] « Les Mastodontes d'Espagne », Estudios Geológicos, vol. 14, no 40,‎ 1958, p. 223-365.
- [Crouzel & Bergounioux 1959] Fernand Crouzel et F.-M. Bergounioux, « Nouvelles observations sur le petit Mastodonte du Cartennien de Kabylie », Compte-rendu de la Société géologique de France, no 5,‎ 1959, p. 101-102.
- [Bergounioux & Crouzel 1959] F.-M. Bergounioux et Fernand Crouzel, « Zygolophodon borsoni Hays du Musée d'histoire naturelle de Dijon », Bulletin de la Société de Bourgogne, t. 19,‎ 1959, p. 1-20.
- [Bergounioux & Crouzel 1959] F.-M. Bergounioux et Fernand Crouzel, « Les genres Zygolophodon et Turicius en Europe occidentale » (Congrès des Sociétés savantes), Bulletin de la Société de Bourgogne, t. 19,‎ 1959, p. 20-26.
- [Crouzel & Bergounioux 1960] « Mastodontes du Miocène du Bassin d'Aquitaine », Bulletin de la Société d'histoire naturelle de Toulouse, vol. 95,‎ 1960, p. 232-286 (lire en ligne [sur gallica]).
- [Crouzel & Bergounioux 1962] Fernand Crouzel et F.-M. Bergounioux, Les déinothéridés d'Europe, Paris, Masson, 1962, sur ....
- [Crouzel & Bergounioux 1964] Fernand Crouzel et F.-M. Bergounioux, « Sur quelques Castorides du bassin d'Aquitaine », Bulletin de la Société géologique de France,‎ 1964, p. 253-257.
- [Crouzel & Bergounioux 1965] Fernand Crouzel et F.-M. Bergounioux, « Les Chéloniens de Sansan », Annales de paléontologie/Vertébrés, t. 51,‎ 1965, p. 151-187.
- [Crouzel & Bergounioux 1965] Fernand Crouzel et F.-M. Bergounioux, « Les pliopithèques de France », Annales de paléontologie/Vertébrés, t. 51,‎ 1965.
- [Vogt et al. 1964] J. Vogt, Fernand Crouzel, H. Feinberg, J. Dupouy-Camet et J. Cuvillier, Notice explicative de la feuille « Montréal-du-Gers » à 1/80000 no 216, Paris, BRGM, 1964, 2e éd..
- [Crouzel & Bergounioux 1966] Fernand Crouzel et F.-M. Bergounioux, « Données complémentaires sur les Mastodontes de Sansan (fouilles de 1961 à 1964) », Bulletin de la Société d'histoire naturelle de Toulouse, t. 102,‎ 1966, p. 371-375 (lire en ligne [sur gallica]).
- [Crouzel & Bergounioux 1967] Fernand Crouzel et F.-M. Bergounioux, « Sur un nouveau gisement fossilifère burdigalien : le lieu-dit Bézian à La Romieu », Bulletin de la Société d'histoire naturelle de Toulouse, t. 103,‎ 1967, p. 366-368 (lire en ligne [sur gallica]).
- [Crouzel & Bergounioux 1968] Fernand Crouzel et F.-M. Bergounioux, « Deux tortues fossiles d'Afrique », Bulletin de la Société d'histoire naturelle de Toulouse, t. 104,‎ 1968, p. 179-186 (lire en ligne [sur gallica])
- [Crouzel & Bergounioux 1968] Fernand Crouzel et F.-M. Bergounioux, « Sur deux gisements stampiens du Bassin d’Aquitaine Saint-Martin de Casselvi (Tarn) et Launaguet (Haute-Garonne) », Bulletin de la Société d'histoire naturelle de Toulouse, t. 104,‎ 1968, p. 367-380 (lire en ligne [sur gallica])
- avec S. Baudelot, « Sur un nouveau gisement aquitanien de Vertébrés près de Colomiers (Haute-Garonne) », 1969
- [Crouzel & Bergounioux 1970] Fernand Crouzel et F.-M. Bergounioux, « Trois gisements de mammifères au pied des Petites Pyrénées », Bulletin de la Société d'histoire naturelle de Toulouse, t. 106,‎ 1970, p. 54-58 (lire en ligne [sur gallica])
- [Crouzel & Bergounioux 1971] Fernand Crouzel et F.-M. Bergounioux, « Un gisement fossilifère Oligocène à Saverdun (Ariège) », Bulletin de la Société d'histoire naturelle de Toulouse, t. 107,‎ 1971, p. 89-92 (lire en ligne [sur gallica])
- [Crouzel 1971] « Sur une Testudo canetotiana du gisement de Sansan (Gers) (Helvétien moyen) », Mémoires de l'Académie des sciences, inscriptions et belles-lettres de Toulouse, vol. 107,‎ 1971, p. 534-539 (lire en ligne [sur gallica]).
- « Les Vertébrés fossiles de l'antéquaternaire du Musée de Bagnères », Bulletin de la Société Ramond, Bagnères-de-Bigorre, 1971, p. 115-124
- « Sédimentologie et paléoécologie du Miocène continental aquitain », 24e Congrès international de géologie, Montréal (Canada), 1972, p. 496-502
- avec C. Lucas, J. Lang et G. Segonzac, « Un environnement carbonaté continental. Concrétions fluviatiles algaires dans le Miocène aquitain », Bulletin de la Société géologique de France, 1972, p. 228-236
- « Gisements miocènes inédits du Gers et de la Haute-Garonne », Bulletin de la Société d'histoire naturelle de Toulouse, 1972, tome 108, p. 397-404
- Jacques Hubschman, Jean-Claude Revel, « Indices multiples de pédogenèse dans le Miocène continental aquitain », Comptes rendus de l'Académie des sciences, Paris, 1972, p. 2145-2148
- avec F.-M. Bergounioux, « Amphicyon major Blainville du Miocène moyen de Sansan (Gers) », Annales de paléontologie / Vertébrés (Masson), Paris, 1973
- « À la recherche de nouveaux gisements fossilifères dans le Miocène gersois », Bulletin de la Société d'histoire naturelle de Toulouse, 1973, tome 109, p. 360-368 (lire en ligne)
- [Crouzel et al. 1973] Fernand Crouzel, Maurice Kieken et Jean-Pierre Paris, Notice explicative de la feuille « Auch » à 1/50000 no 981, Orléans, BRGM, 1973, 11 p. (lire en ligne [PDF] sur ficheinfoterre.brgm.fr).
- avec S. Baudelot, « La faune burdigalienne des gisements d'Espira-du-Conflent (Pyrénées-Orientales) », Bulletin de la Société d'histoire naturelle de Toulouse, 1974, tome 110, p. 311-326 (lire en ligne)
- « Les dépôts  fluvio-lacustres », Bulletin du centre de recherche, SNPA, Pau, 1974, volume 8, no 1, p. 189-208
- « Sur les squelettes entiers et les ensembles en connexion trouvés à Sansan (Helvétien moyen du Gers) », 96e Congrès des Sociétés Savantes, 1974, p. 157-170
- avec P. J. Combes, P. Freytet, M. Gottis, M. Lenguin, M. P. Mouline et J.-P. Plazat, « Du cône torrentiel au grand fleuve (sédimentologie continentale ...) », Institut de géodynamique, Bordeaux, 1975
- avec Robert Meyer, « Encroûtements calcaires dans l'Oligo-Miocène du bassin d'Aquitaine », Comptes rendus sommaires de la Société géologique de France, 1975, p. 112-114
- « Les grands Deinotherium giganteum au pied des Pyrénées françaises », 3e réunion des Sciences de la Terre, Montellier, 1975, p. 115
- [Crouzel 1975] « La faune de Castelnau-Barbarens (Gers), Helvétien moyen du gisement du Tachon », Bulletin de la Société d'histoire naturelle de Toulouse, vol. 111,‎ 1975, p. 288-298 (lire en ligne [sur gallica]).
- avec Léonard Ginsburg, « Le gisement d'En Péjouan à Simorre (Helvétien du Gers, piégeage des fossiles sur le cours d'un fleuve », 4e Réunion annuelle des Sciences de la Terre, 1976
- avec Léonard Ginsburg, « Contribution à la connaissance d’Heteroprox larteti (Filhol), Cervidé du Miocène européen », Bulletin du Muséum national d'histoire naturelle, 1976, no 399, p. 345-357 (lire en ligne)
- avec B. Crochet et B. Lange-Badre, « Conséquence de la découverte du genre Oxyaenoïdes matthes sur la datation du Poudingue de Palassou », Comptes rendus de l'Académie des sciences, Paris, 1976, tome 282, p. 1597-1600
- « Le Deinotherium Giganteum de Mont-d'Astarac (Gers) et sa signification paléontologique », Bulletin de la Société archéologique, historique littéraire et scientifique du Gers, 1976, 77e année, p. 129-136 (lire en ligne)
- avec S. Baudelot, « Insectivore et rongeur lagomorphe à Navère (Lectoure), Burdigalien inférieur du Gers », Bulletin de la Société d'histoire naturelle de Toulouse, 1976, tome 112, p. 47-52 (lire en ligne)
- avec Léonard Ginsburg et Dominique Vidalenc, « Les Carnivores fissipèdes du Stampien terminal de Dieupentale (Tarn-et-Garonne) », Bulletin de la Société d'histoire naturelle de Toulouse, 1976, tome 112, p. 207-229 (lire en ligne)
- avec Pascal Tassy et Dominique Vidalenc, « Un crâne juvénile de Gomphotherium angustidens (Proboscidea, Mammalia) dans le Miocène moyen de Castelnau Barbarens (Gers) », Géologie Méditerranéenne, 1977, tome 4, no 3, p. 211-219 (lire en ligne)
- avec Robert Meyer, « Néoformation de dolomite dans des encroûtements pédologiques de l'Oligo-Miocène aquitain », dans 5e réunion des Sciences de la Terre, Rennes 1977, p. 177
- « Incertitudes liées aux divisions stratigraphiques spécialement dans le domaine continental », 103e Congrès des sociétés savantes, Nancy, 1978, Sciences, fascicule IV, p. 269-280
- avec Robert Meyer, « Varying patterns of calcretes in the Oligo-Miocene continental sediments from Aquitaine (Southern France) », Xth International congress  of sedimentology, Jerusalem, 1978, Abstracts I, p. 140-141
- avec C. Bulot et E. Ducasse, « Le gisement paléontologique de Navère à Lectoure ( Burdigalien inférieur du Gers) », Bulletin de la Société archéologique du Gers, 1978, p. 13-39 (lire en ligne)
- [Crouzel 1978] « Suite à l'étude des gisements fossilifères du Miocène gersois », Bulletin de la Société d'histoire naturelle de Toulouse, vol. 116,‎ 1978, p. 263-269 (lire en ligne [sur gallica]).
- avec Léonard Ginsburg et P. Mein, « Crouzelia rhodanica, nouvelle espèce de Primate catarhinien, et essai sur la position systématique des Pliopithecidae », Bulletin du Muséum national d'histoire naturelle, 1980, p. 57-85
- [Crouzel 1980] « Un sulpicien cadurcien à Paris sous la Terreur: Monsieur Jean Montaigne », Mémoires de l'Académie des sciences, inscriptions et belles-lettres de Toulouse, vol. 142,‎ 1980, p. 55-60 (lire en ligne [sur gallica]).
- « Introduction - Les évaporites : Mécanismes, diagenèse et applications », Bulletin des Centres de recherches exploration-production ELF-Aquitaine, Pau, juin 1980, volume 4, no 1, compte rendu par M. Cantet, dans Bulletin de la Société archéologique, historique littéraire et scientifique du Gers, 1976, p. 91
- [Crouzel 1980] « Le gisement fossilifère miocène supérieur de la tuilerie Dubernard à Trie-sur-Baïse (65) et ses enseignements », Bulletin de la Société d'histoire naturelle de Toulouse, vol. 116,‎ 1980, p. 247-253 (lire en ligne [sur gallica]).
- avec A. Manenc et J.-C. Revel, « Squelettes de Bison priscus bojanus ssp gigas FLEROW 1969 dans une grotte ariégeoise », Bulletin de la Société d'histoire naturelle de Toulouse, 1982, tome 118, p. 71-100 (lire en ligne).
- « Gisements fossiles miocènes au nord-ouest d'Auch », Bulletin de la Société archéologique, historique littéraire et scientifique du Gers, 1982, p. 270-280 (lire en ligne)
- avec Éric Buffetaut, Francis Juillard et Fabien Stigliani, « Le crocodilien longirostre GAVIALOSUCHUS dans le Miocène moyen  de Polastron (Gers, France) », GEOBIOS, 1984, no 17, fascicule 1, p. 113-117
- « Action des animaux vertébrés et invertébrés, et de la végétation sur les sédiments continentaux », dans Bulletin des Centres de recherches exploration-production ELF-Aquitaine, Pau, mai 1984, volume 8, no 1, Journées A.G.S.O. sur la Sédimentation continentale 8-9 novembre 1983 à Pau, p. 85-95 (lire en ligne)
- [Crouzel  1985] « Qui est Lucy ? », Mémoires de l'Académie des sciences, inscriptions et belles-lettres de Toulouse, vol. 147,‎ 1985, p. 85-99 (lire en ligne [sur gallica]).
- [Crouzel 1986] « Les débuts de l'Homo sapiens. L'Homo sapiens en Europe occidentale », Mémoires de l'Académie des sciences, inscriptions et belles-lettres de Toulouse, vol. 148,‎ 1986, p. 87-100 (lire en ligne [sur gallica]).
- [Crouzel 1987] « La révolution néolithique », Mémoires de l'Académie des sciences, inscriptions et belles-lettres de Toulouse, vol. 149,‎ 1987, p. 125-138 (lire en ligne [sur gallica]).
- [Crouzel 1988] « La fin du “Printemps de Prague” en août 1968 », Mémoires de l'Académie des sciences, inscriptions et belles-lettres de Toulouse, vol. 150,‎ 1988, p. 175-181 (lire en ligne [sur gallica]).
- [Crouzel et al. 1988] Fernand Crouzel, F. Duranthon et Léonard Ginsburg, « Découverte d'un riche gisement à petits et grands Mammifères d'âge Orléanien dans le département du Gers (France) », Comptes-rendus de l'Académie des Sciences,‎ 1988, p. 101-104.
- [Crouzel 1989] « Un toulousain en Chine, le Père Evariste Régis Huc », Mémoires de l'Académie des sciences, inscriptions et belles-lettres de Toulouse, vol. 151,‎ 1989, p. 71-81 (lire en ligne [sur gallica]), errata.
- [Crouzel et al. 1989] Fernand Crouzel et Jean Cosson, Notice explicative de la feuille « Eauze » à 1/50000 no 953, Orléans, BRGM, 1989, 48 p. (ISBN 2-7159-1953-0, lire en ligne [PDF] sur ficheinfoterre.brgm.fr).
- [Azambre et al. 1989] Bruno Azambre, Fernand Crouzel, Élie-Jean Debroas, Jean-Claude Soulé et Yves Ternet, Notice explicative de la feuille « Bagnères-de-Bigorre » à 1/50000 no 1053, Orléans, BRGM, 1989, 80 p. (ISBN 2-7159-2053-9, lire en ligne [PDF] sur ficheinfoterre.brgm.fr).
- [Crouzel 1990] « Une occasion manquée pour l'enseignement libre français. Le calvaire de Mère Adrienne Laroche », Mémoires de l'Académie des sciences, inscriptions et belles-lettres de Toulouse, vol. 152,‎ 1990, p. 93-102 (lire en ligne [sur gallica]).
- [Crouzel 1991] « Deux cents ans de géologie », Mémoires de l'Académie des sciences, inscriptions et belles-lettres de Toulouse, vol. 153,‎ 1991, p. 67-76 (lire en ligne [sur gallica]).
- avec Léonard Ginsburg, F. de Broin, F. Duranthon, F. Escuillé, F. Juillard et S. Lassaube, « Les Vertébrés du Miocène inférieur de Barbotan-les-Thermes (Gers) », Annales de Paléontologie, 1991, p. 161-216
- avec G. Berthault, P.-J. Julien, « Signification des cycles en sédimentologie », 3e Congrès français en sédimentologie, Brest, 18-20 novembre 1991, p. 33-34
- [Crouzel 1992] « Le mode de dépôt des séries alluvionnaires répétitives du Piémont pyrénéen », Mémoires de l'Académie des sciences, inscriptions et belles-lettres de Toulouse, vol. 154,‎ 1992, p. 79-87 (lire en ligne [sur gallica]).
- [Crouzel 1993] « Borg in Nadur, village fortifié préhistorique à Malte », Mémoires de l'Académie des sciences, inscriptions et belles-lettres de Toulouse, vol. 155,‎ 1993, p. 69-76 (lire en ligne [sur gallica]).
- [Crouzel 1994] « Difficultés dans l'évaluation du temps par la méthode du carbone 14 (un exemple : le Suaire de Turin) », Mémoires de l'Académie des sciences, inscriptions et belles-lettres de Toulouse, vol. 156,‎ 1994, p. 121-132 (lire en ligne [sur gallica]).
- [Crouzel 1995] « Les manuscrits de la Mer Morte », Mémoires de l'Académie des sciences, inscriptions et belles-lettres de Toulouse, vol. 157,‎ 1995, p. 99-108 (lire en ligne [sur gallica]).
- [Crouzel 1996] « L'aqueduc souterrain d'Ézéchias, roi de Jérusalem », Mémoires de l'Académie des sciences, inscriptions et belles-lettres de Toulouse, vol. 158,‎ 1996, p. 79-90 (lire en ligne [sur gallica]).
- [Crouzel 1997] « Les premières villes d'Asie Mineure », Mémoires de l'Académie des sciences, inscriptions et belles-lettres de Toulouse, vol. 159,‎ 1997, p. 69-78 (lire en ligne [sur gallica]).
- [Crouzel 1998] « Les débuts de la métallurgie », Mémoires de l'Académie des sciences, inscriptions et belles-lettres de Toulouse, vol. 160,‎ 1998, p. 91-98 (lire en ligne [sur gallica]).
- [Crouzel 1999] « L'évolution. Un Chrétien peut-il approuver la thèse de l'évolution des espèces », Mémoires de l'Académie des sciences, inscriptions et belles-lettres de Toulouse, vol. 161,‎ 1999, p. 105-112 (lire en ligne [sur gallica]).